# Форталеза-ду-Табокан

Форталеза-ду-Табокан на карте штата.

Форталеза-ду-Табокан (порт. Fortaleza do Tabocão) — муниципалитет в Бразилии, входит в штат Токантинс. Составная часть мезорегиона Западный Токантинс. Входит в экономико-статистический микрорегион Мирасема-ду-Токантинс. Население составляет  2 419 человек на 2010 год. Занимает площадь 621,562 км². Плотность населения — 3,891808058 чел./км².

## Демография
Согласно сведениям, собранным в ходе переписи 2010 г. Национальным институтом географии и статистики (IBGE), население муниципалитета составляет:
| Полное население                               | Полное население                               | Полное население                               | Полное население                               | 2 419 |
| ---------------------------------------------- | ---------------------------------------------- | ---------------------------------------------- | ---------------------------------------------- | ----- |
| в том числе:                                   | Городское население                            | 1 968                                          | Процент городского населения, %                | 81,36 |
|                                                | Сельское население                             | 451                                            | Процент сельского населения, %                 | 18,64 |
|                                                | Мужское население                              | 1 234                                          | Процент мужского населения, %                  | 51,01 |
|                                                | Женское население                              | 1 185                                          | Процент женского населения, %                  | 48,99 |
| Плотность населения, чел/км²                   | Плотность населения, чел/км²                   | Плотность населения, чел/км²                   | Плотность населения, чел/км²                   | 3,89  |
| Население муниципалитета в % к населению штата | Население муниципалитета в % к населению штата | Население муниципалитета в % к населению штата | Население муниципалитета в % к населению штата | 0,17  |

По данным оценки 2016 года население муниципалитета составляет 2 556 жителей.
Праздник города —  4 апреля. 

## Статистика
- Валовой внутренний продукт на 2003 составляет 10.482.505,00 реалов (данные: Бразильский институт географии и статистики).
- Валовой внутренний продукт на душу населения на 2003 составляет 4.045,74 реалов (данные: Бразильский институт географии и статистики).
- Индекс развития человеческого потенциала на 2000 составляет 0,688 (данные: Программа развития ООН).

## Важнейшие населенные пункты
| № | Населённый пункт     | Населённый пункт (порт.) | Категория | Население чел. (2010) | На карте                       |
| - | -------------------- | ------------------------ | --------- | --------------------- | ------------------------------ |
| 1 | Форталеза-ду-Табокан | Fortaleza do Tabocão     | город     | 1 968                 | 9°03′33″ ю. ш. 48°31′13″ з. д. |